# Макроекономічна політика
Макроекономічна політика — це політика держави, метою якої є мінімізація рівня інфляції та безробіття, підтримка росту економіки, запобігання економічних криз, зміцнення та покращення функціонування економіки в цілому. У макроекономічній політиці виділяють, 3 види макроекономічної політики: податково-бюджетну, грошово-кредитну і зовнішньоекономічну політики.
Як правило, макроекономічна політика держави залежить від стану економіки країни, тобто на етапі економічного циклу даної країни: зростання або спаду. Якщо країна перебуває у стані рецесії, уряд продовжує стимулюючу політику, яка приведе країну до низу. Якщо країна переживає зростання, уряд має обмежувальну політику, щоб запобігти високій інфляції в країні.

## Фіскальна політика
Фіскальна політика — стабілізаційна політика держави мета якої пом'якшити економічні цикли за допомогою змін параметрів сукупних витрат. Основними інструментами цієї політики є чисті податки і державні закупівлі товарів і послуг. Якщо в країні рецесії, то уряд може або збільшити закупівлі, або зменшити податки, з метою збільшення сукупного випуску. Якщо ж підйом або перегрів економіки, то, навпаки, знизити закупівлі або збільшити податки.
Одна із позитивних рис фіскальної політики полягає в тому, що дану політику дещо простіше проводити державі, ніж монетарну, оскільки уряд не приймає спеціальних, окремих рішень для виконання фіскальної політики. До того ж, представники кейнсіанської школи припустили, що при проведенні монетарної політики легше управляти процентною ставкою, але інвестиції від цього особливо не змінюються.
Фіскальна політика має і свої недоліки. Держава може нести збитки, тобто мати дефіцит державного бюджету. Надлишкові кошти також можуть бути шкідливі для держави. Неграмотне проведення фіскальної політики може обернутися серйозним дисбалансом в державному бюджеті. Основною проблемою фіскальної політики економісти називають ефект Crowding-out (ефект витіснення). В цьому випадку, коли при зростанні державних витрат, через певні реакції на ринку позикових коштів, знижується обсяг інвестицій в країну, це може призвести до уповільнення розвитку країни.

### Стимулююча політика
Якщо країна перебуває в стані кризи або депресії, то держава може ухвалити рішення про стимулювання фіскальної політики. У цьому випадку уряду необхідно стимулювати або сукупний попит, або пропозицію, або обидва параметри відразу. Для цього, за інших рівних умов, держава підвищує розмір своїх закупівель на товари і послуги, знижує податки і підвищує трансферти, якщо це можливо. Ці зміни можуть призвести до збільшення сукупного випуску, що автоматично збільшує сукупний попит і параметри системи національних рахунків. У більшості випадках ця політика призведе до збільшення обсягів випуску.

### Стримуюча політика
Влада проводить стримуючу фіскальну політику в разі короткострокового «перегріву» економіки. В цьому випадку уряд проводить заходи, прямо протилежні тим, що здійснюються при стимулюючої економічної політики. Держава скорочує свої витрати і трансферти і збільшує податки, що призводить до скорочення як сукупного попиту, так і, можливо, сукупної пропозиції. Подібна політика регулярно проводиться урядами ряду країн з метою уповільнити темпи інфляції або уникнути її високих темпів в разі економічного буму.

### Автоматична політика
Фіскальну політику економісти також поділяють на чергові два типи: дискреційну і автоматичну. Дискреційна політика офіційно оголошується державою. При цьому держава змінює значення параметрів фіскальної політики: збільшуються або зменшуються державні закупівлі, змінюються податкова ставка, розміри трансфертних виплат і тому подібні змінні. Під автоматичною політикою розуміють роботу «вбудованих стабілізаторів». Даними стабілізаторами є такі як відсоток прибуткового податку, непрямі податки, різні трансфертні допомоги. Розміри виплат автоматично змінюються в разі будь-якої ситуації в економіці. Наприклад, втратила свій стан за часів війни домогосподарка буде платити той же самий відсоток, але вже від меншого доходу, отже, розміри податків для неї автоматично знизилися.

## Монетарна політика
Монетарна політика — стабілізаційна політика держави з метою пом'якшити економічні цикли за допомогою зміни Центральним Банком пропозиції грошей. Щоб змінювати пропозицію грошей в обігу, Центральний Банк може змінювати норму обов'язкових резервів для комерційних банків, оперувати на відкритому ринку, тобто продавати або купувати державні облігації у населення, або ж надрукувати гроші.
Перевага монетарної політики полягає в тому, що банківська система реагує швидше на монетарну політику, ніж на фіскальну. Стимулююча монетарна політика також вигідна не тільки населенню, але і комерційним банкам, оскільки при збільшенні грошової маси банки можуть видавати більше кредитів.
Як недолік монетарної політики можна виділити те, що зміна пропозиція грошей залежить не тільки від Центрального Банку, а й від раціональності комерційних банків і поведінки домогосподарств, що нерідко робить монетарну політику більш тривалою за виконання, ніж фіскальна.

### Операції на відкритому ринку
Продаж (купівля) ЦБ державних цінних паперів на відкритих ринках комерційними банками зменшує (збільшує) резерви банків, а отже, зменшує (збільшує) кредитні можливості банків, збільшуючи (зменшуючи) процентну ставку. Цей метод грошової політики застосовується в короткостроковому періоді і має велику гнучкість.

### Зміна мінімальної резервної норми
Збільшення резервної норми центральним банком зменшує надлишкові резерви (які можна віддати в позику), тим самим здатність банку розширювати грошову масу шляхом кредитування знижується. Це засіб регулювання грошової маси зазвичай застосовують в довгостроковому періоді.

### Зміна облікової ставки
Ставка, що стягується ЦБ за позики, представлені комерційним банкам, називається обліковою ставкою. Зі зниженням облікової ставки збільшується попит комерційних банків на кредити ЦБ. Одночасно збільшуються резерви комерційних банків і їх здатність давати кредит підприємцям і населенню. Знижується і банківський відсоток за кредит. Пропозиція грошової маси в країні зростає. Навпаки, коли потрібно знизити ділову активність, зменшивши грошову масу в країні, центральний банк підвищує облікову ставку. Підвищення облікової ставки є також прийомом боротьби з інфляцією. Залежно від економічної ситуації центральний банк вдається до політики «дешевих» і «дорогих» грошей.

### Політика дешевих грошей
Проводиться в період низької кон'юнктури. Центральний банк збільшує пропозицію грошей шляхом покупки державних цінних паперів на відкритому ринку, зниження резервної норми, зниження облікової ставки. Тим самим знижується процентна ставка, досягається зростання інвестицій і підвищення ділової активності.

### Політика дорогих грошей
Проводиться ЦБ, перш за все, як антиінфляційна політика. Для того щоб скоротити грошову пропозицію, обмежується грошова емісія, здійснюється продаж державних цінних паперів на відкритому ринку, збільшується мінімальна резервна норма, збільшується облікова ставка.
Поряд з перерахованими методами державного регулювання, мають внутрішньоекономічну спрямованість, існують спеціальні заходи зовнішньоекономічного регулювання. До них можна віднести заходи стимулювання експорту товарів, послуг, капіталів, «ноу-хау», управлінських послуг. Це - кредитування експорту, гарантування експортних кредитів і інвестицій за рубежем, введення і скасування квот, зміна величини мита у зовнішній торгівлі.

### Зовнішньоекономічна політика
Зовнішньоекономічна політика є одним з основних макроекономічних інструментів, що застосовуються для прискорення або уповільнення економічного зростання всередині країни.
У зовнішньоекономічній політиці виділяють політику в області:
- експорту;
- імпорту;
- мит;
- тарифів;
- обмежень;
- залучення іноземного капіталу;
- вивезення капіталу за кордон;
- зовнішніх позик;
- надання економічної допомоги іншим країнам;
- здійснення спільних економічних проектів.